# Wheatfield (Indiana)
Wheatfield es un pueblo ubicado en el condado de Jasper en el estado estadounidense de Indiana. En el Censo de 2010 tenía una población de 853 habitantes y una densidad poblacional de 590,22 personas por km².

## Geografía
Wheatfield se encuentra ubicado en las coordenadas 41°11′28″N 87°3′9″O / 41.19111, -87.05250. Según la Oficina del Censo de los Estados Unidos, Wheatfield tiene una superficie total de 1.45 km², de la cual 1.45 km² corresponden a tierra firme y (0%) 0 km² es agua.

## Demografía
Según el censo de 2010, había 853 personas residiendo en Wheatfield. La densidad de población era de 590,22 hab./km². De los 853 habitantes, Wheatfield estaba compuesto por el 95.78% blancos, el 0.82% eran afroamericanos, el 0% eran amerindios, el 0.12% eran asiáticos, el 0.23% eran isleños del Pacífico, el 1.88% eran de otras razas y el 1.17% pertenecían a dos o más razas. Del total de la población el 5.86% eran hispanos o latinos de cualquier raza.